# DFB-Pokal der Junioren
La Coppa di Germania U-19, il cui nome ufficiale in tedesco è DFB-Pokal der Junioren (dalle iniziali di Deutscher Fußball Bund Pokal der Junioren, cioè Coppa della Federazione calcistica tedesca U-19) è un torneo calcistico ad eliminazione diretta che si svolge in Germania con cadenza annuale. È il secondo trofeo nazionale per importanza, dopo la Under-19 Bundesliga, disputata tra le formazioni giovanili. 

## Albo d'oro
- 1987:  Norimberga
- 1988:  Norimberga (2)
- 1989:  Bochum
- 1990:  Kickers Stoccarda
- 1991:  Augusta
- 1992:  Augusta (2)
- 1993:  Norimberga (3)
- 1994:  Augusta (3)
- 1995:  Augusta (4)
- 1996:  Stoccarda II
- 1997:  Heilbronn
- 1998:  Uerdingen 05
- 1999:  Magdeburgo
- 2000:  Monaco 1860
- 2001:  Stoccarda (2)
- 2002:  Schalke 04
- 2003:  Kaiserslautern
- 2004:  Hertha Berlino
- 2005:  Schalke 04 (2)
- 2006:  Friburgo
- 2007:  Monaco 1860 (2)
- 2008:  Bayer Leverkusen
- 2009:  Friburgo (2)
- 2010:  Hoffenheim
- 2011:  Friburgo (3)
- 2012:  Friburgo (4)
- 2013:  Colonia
- 2014:  Friburgo (5)
- 2015:  Hertha Berlino (2)
- 2016:  Hannover 96
- 2017:  Eintracht Braunschweig
- 2018:  Friburgo (6)
- 2019:  Stoccarda (3)
- 2020: Non assegnato
- 2021: Non assegnato
- 2022:  Stoccarda (4)
- 2023:  Colonia (2)

## Vittorie per squadra
| Squadra                | Vittorie | Secondi posti | Anni delle vittorie                |
| ---------------------- | -------- | ------------- | ---------------------------------- |
| Friburgo               | 6        | 0             | 2006, 2009, 2011, 2012, 2014, 2018 |
| Stoccarda              | 4        | 1             | 1996, 2001, 2019, 2022             |
| Augusta                | 4        | 0             | 1991, 1992, 1994, 1995             |
| Norimberga             | 3        | 0             | 1987, 1988, 1993                   |
| Schalke 04             | 2        | 4             | 2002, 2005                         |
| Colonia                | 2        | 2             | 2013, 2023                         |
| Monaco 1860            | 2        | 0             | 2000, 2007                         |
| Kaiserslautern         | 1        | 2             | 2003                               |
| Eintracht Braunschweig | 1        | 1             | 2017                               |
| Bayer Leverkusen       | 1        | 1             | 2008                               |
| Bochum                 | 1        | 0             | 1989                               |
| Hannover 96            | 1        | 0             | 2016                               |
| Heilbronn              | 1        | 0             | 1997                               |
| Hoffenheim             | 1        | 0             | 2010                               |
| Magdeburgo             | 1        | 0             | 1999                               |
| Kickers Stoccarda      | 1        | 0             | 1990                               |
| Uerdingen 05           | 1        | 0             | 1998                               |